# Lyperogryllacris
Lyperogryllacris is een geslacht van rechtvleugeligen uit de familie Gryllacrididae. De wetenschappelijke naam van dit geslacht is voor het eerst geldig gepubliceerd in 1937 door Karny.

## Soorten
Het geslacht Lyperogryllacris omvat de volgende soorten:
- Lyperogryllacris bodenklossi Karny, 1926
- Lyperogryllacris caudelli Karny, 1929
- Lyperogryllacris luctuosa Brunner von Wattenwyl, 1888
- Lyperogryllacris maculipes Walker, 1869
- Lyperogryllacris mjobergi Karny, 1925
- Lyperogryllacris moultoni Griffini, 1911
- Lyperogryllacris nieuwenhuisi Karny, 1931
- Lyperogryllacris robinsoni Karny, 1926
- Lyperogryllacris unicolor Karny, 1931
- Lyperogryllacris variegata Karny, 1931